# Clearmont (Wyoming)
Clearmont es un pueblo situado en el condado deSheridan en el estado estadounidense de Wyoming. La población era 297 habitantes en el censo de 2000.

## Geografía
Clearmont está situado en las coordenadas 44°38′21″N 106°22′48″O / 44.63917, -106.38000. Según el United States Census Bureau, la ciudad tiene un área total de 0,4 km ², todos terrestres.

## Demografía
Según el censo del 2000, había 115 personas, 50 hogares y 29 familias que residían en el pueblo. La densidad de población era de 294.7/km². La composición racial de la ciudad era:
- 97.39% Blancos
- 3,48% Hispanos o latinos
- 1,74% De dos o más razas
- 0.87% De otras razas

Había 50 casas, de las cuales un 28.0% tenían niños menores de 18 años que vivían con ellos, el 36.0% eran parejas casadas que vivían juntas, un 14.0% tenían un cabeza de familia femenino sin presencia del marido y el 42.0% eran no-familias. El 10.0% tenían a alguna persona anciana de 65 años de edad o más. 
En la ciudad la separación poblacional era con un 26.1% menores de 18 años, el 6,1% de 18 a 24, un 32.2% de 25 a 44, 28.7% de 45 a 64, y el 7,0% tenía 65 años de edad o más. La edad media fue de 40 años. Por cada 100 hembras había 105.4 varones. Por cada 100 mujeres mayores de 18 años, había 93,2 hombres. 
La renta mediana para una casa en la ciudad era de $ 40.833, y la renta mediana para una familia era de $ 44.167. Los varones tenían una renta mediana de $ 26.250 contra los $ 20.500 para las hembras. El ingreso per cápita para la ciudad era de 12.901 dólares. El 20,0% de la población vivía por debajo del umbral de la pobreza, incluyendo el 13.7% de los menores de 18 años y el 50,0% de las personas mayores de 64 años.

## Educación
La educación pública en la ciudad de Clearmont está proporcionada por la Escuela del Distrito del Condado de Sheridan # 3. Las escuelas que sirven a la ciudad incluyen:
- Clearmont Elementary School
- Arvada-Clearmont Junior High School
- Arvada-Clearmont High School District